# 低粒鳞侧石鳖
低粒鳞侧石鳖（学名：Leptochiton rugatus）是多板纲新石鳖亞綱鳞侧石鳖目鳞侧石鳖科鱗側石鱉屬的一個物種。
台湾贝类资料库引述齊鍾彥等在1987年出版的《黃渤海軟體動物》指出，本物種主要分布于中国大陆黃渤海一帶，常栖息在潮间带低潮区至水深40米。本物種亦有在太平洋東岸出現，從阿拉斯加州到下加里福尼亞州均見其踪影。而事實上，根據Kaas & Van Belle (1985)引述Ferreira (1979: 149)指，其實整個太平洋的北部都有分佈。根據Catalolg of Life，本物種並沒有亞種。
本物種的特徵是其細小體型：普遍體長10到16毫米。不過，這細小的動物身上依然還有其他的寄生動物，皆屬於節肢動物門橈腳類劍水蚤目，分別如下：
- Leptochitonicola sphaerica Avdeev & Sirenko, 2005 (parasitic: ectoparasitic)
- Leptochitonicola hanleyellai Avdeev & Sirenko, 2005 (parasitic: ectoparasitic)
- Leptochitonicola attenuata Avdeev & Sirenko, 2005 (parasitic: ectoparasitic)

## 外部連結
- . www.jaxshells.orrg.   [2015-06-06]. （原始内容存档于2016-03-04） （英语）.